# Tháp chuông

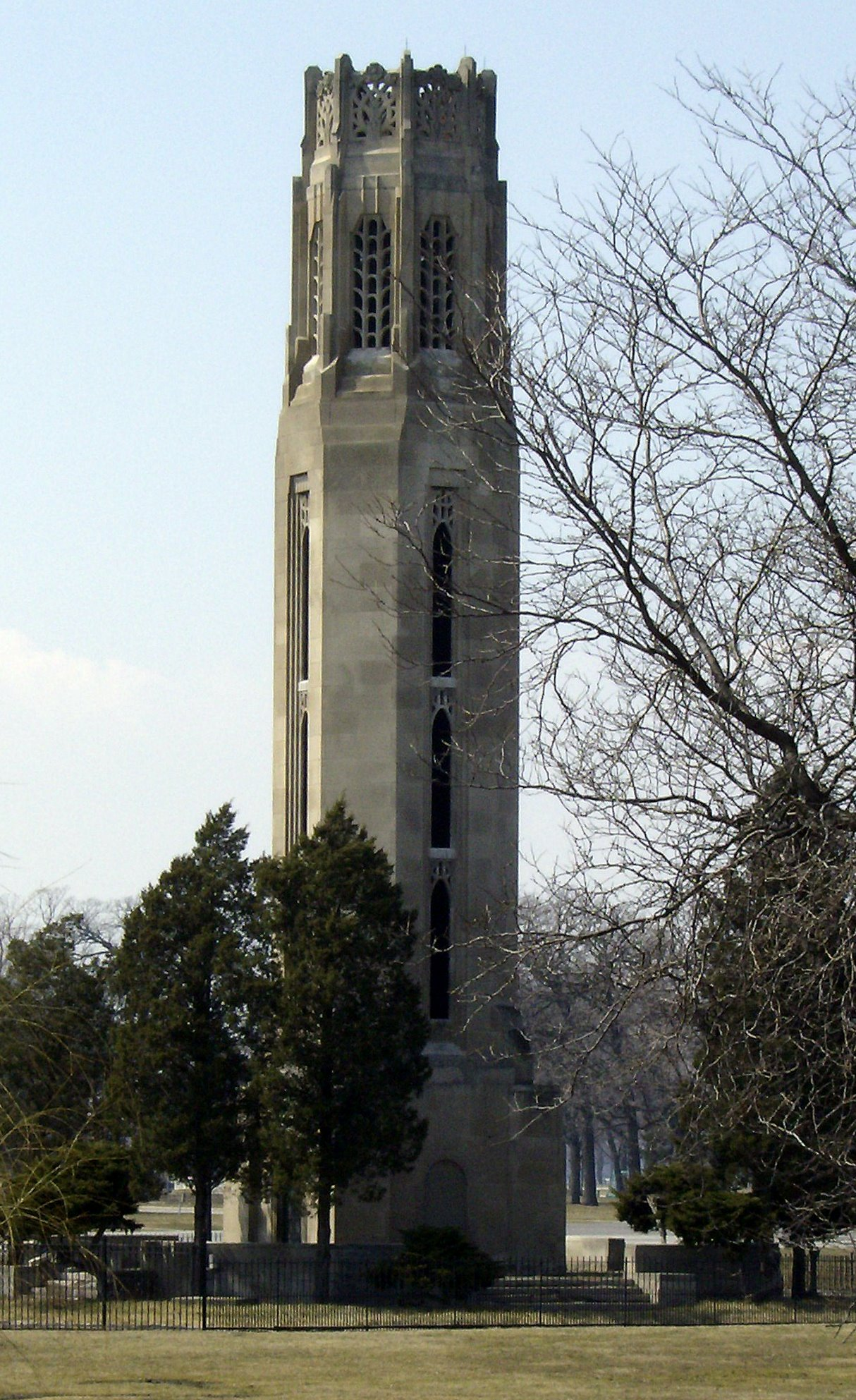
Tháp Belle Isle

Tháp chuông (còn được gọi là lầu chuông) là một cái tháp có treo một hoặc nhiều quả chuông. Trong truyền thống châu Âu, tháp chuông được biết đến như một bộ phận của nhà thờ, tòa nhà thị chính hay các tòa nhà công cộng.

## Mục đích
Chiếc chuông trong tháp được rung lên để báo giờ thờ phụng hoạc những dịp đặc biệt như lễ cưới, đám tang. 
Các tháp chuông còn có chứa một loại đàn gọi là Carillon. Loại đàn này không phổ biến lắm ở các công trình hiện đại.
Ở các nhà thờ lớn, người ta không sử dụng đàn Carillon, người ta thường rung chuông bằng cách kéo tay hoặc dùng mô tơ. 
Các quả chuông còn được rung bằng bộ nhớ hoặc con chip.
Vào thời trung cổ, một số thành phố thường chứa những tài liệu bí mật ở trong những tháp chuông cao và rộng. Ở Pháp và Bỉ, phần lớn các tháp chuông được nối liền với các tòa nhà lớn.

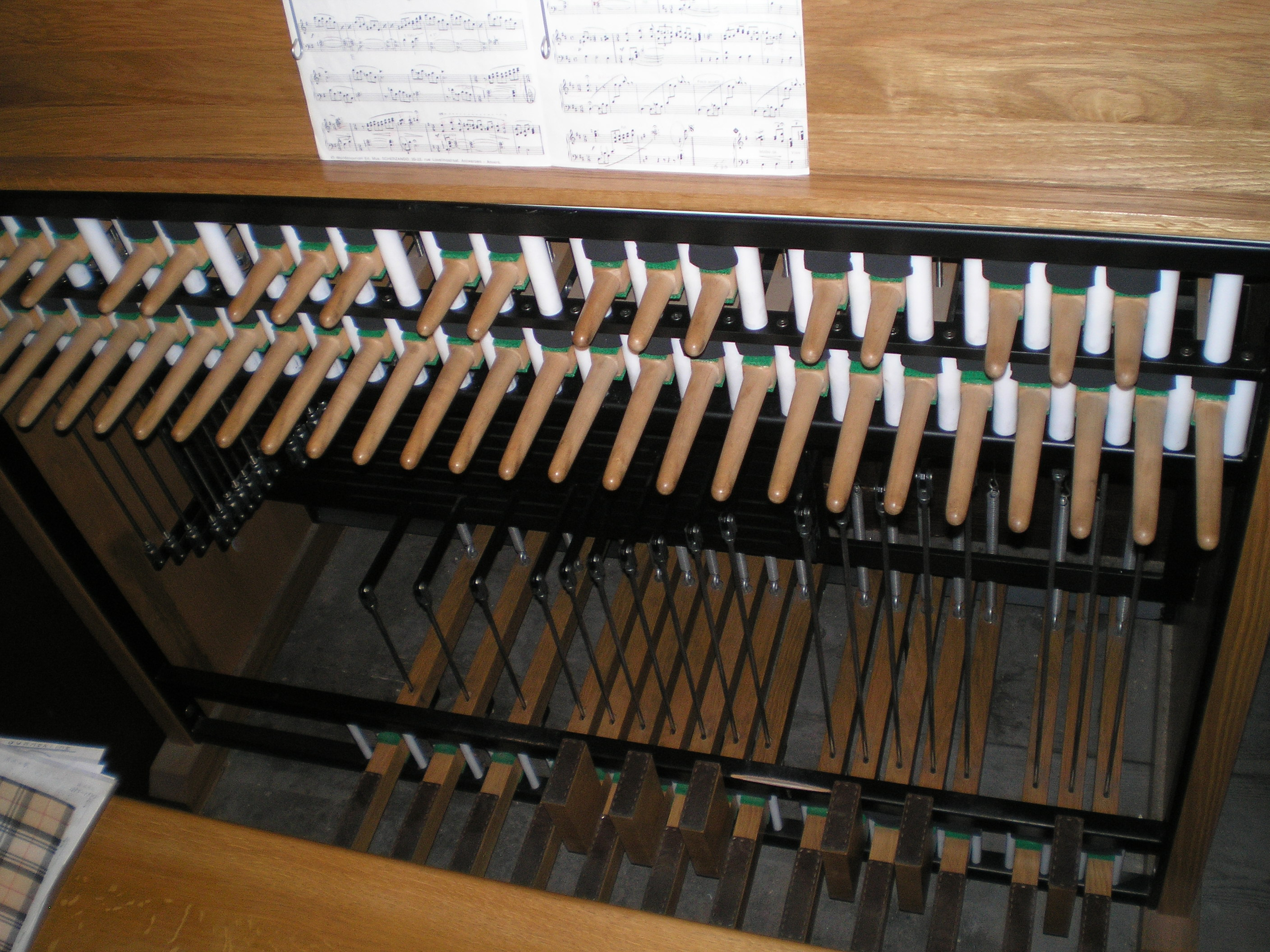
Đàn Carillon

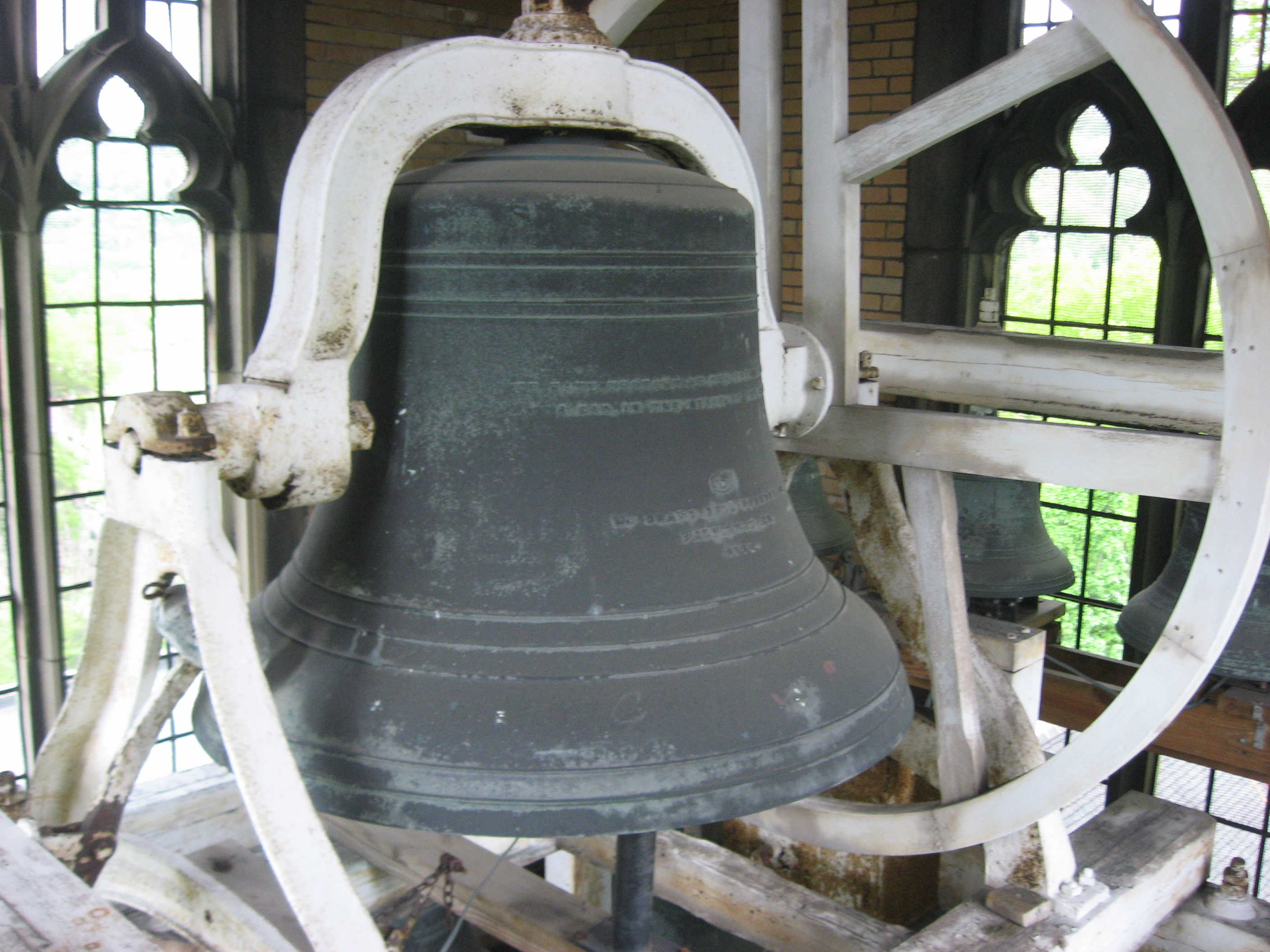
Chuông của thư viên McCartney

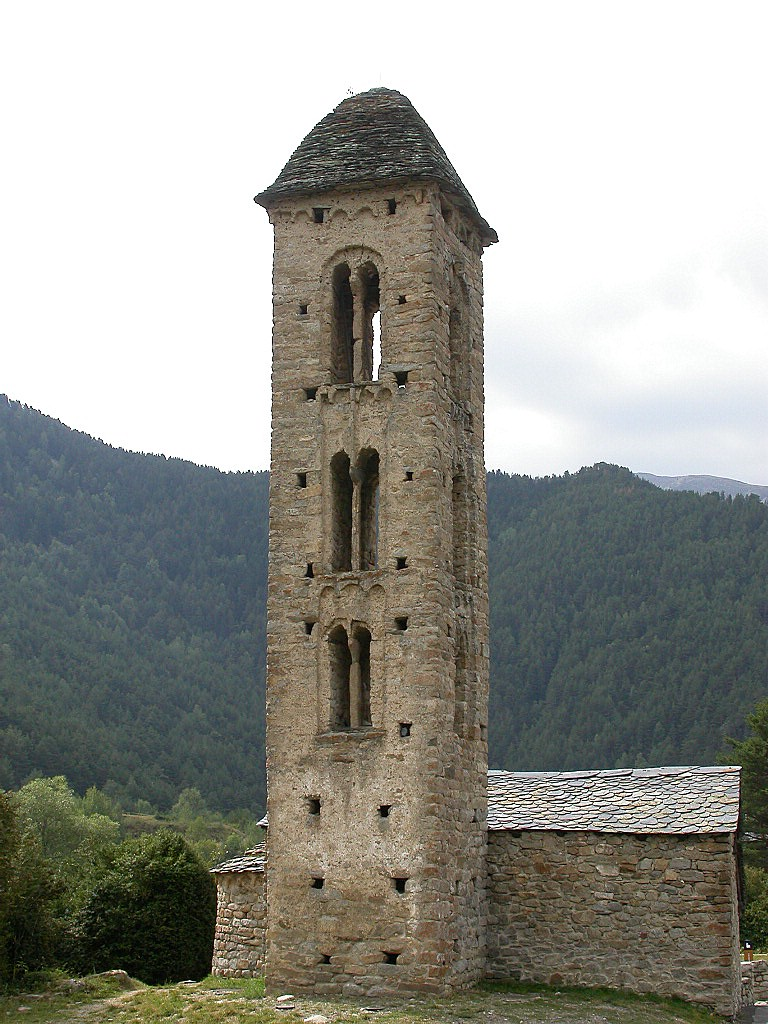
Tháp chuông Saint Miquel